# Racing Club Harelbeke
Racing Club Harelbeke of KRC Harelbeke is een Belgische voetbalclub uit Harelbeke. De club speelt in de tweede afdeling. In 2016 besloot Sporting West om de identiteit van KRC Harelbeke over te nemen toen ze in het seizoen 2015-2016 promoveerden naar de tweede afdeling en ook vanwege hun hechte band met Harelbeke. De clubkleuren zijn paars en wit, ze spelen hun wedstrijden op de thuisbasis van de club, het Forestiersstadion. Ook voetbalclub SWL Harelbeke speelt hier haar thuismatches.

## Geschiedenis

### Racing Club Harelbeke
Racing Club werd opgericht in 1930 en speelde van 1995 tot 2001 in de hoogste voetbalklasse. Na degradatie naar de tweede klasse ging de club door financiële problemen failliet.

### KSV Ingelmunster
In 2003 speelde KSV Ingelmunster  met stamnummer 1574 verder in Harelbeke. Het eerste seizoen werd de club slechts 15de op 18 ploegen in Tweede Klasse. 
Door de komst van de nieuwe club namen voormalige leden van Harelbeke deel aan de raad van bestuur. De clubkleuren werden rood-geel-paars, de kleuren van beide vorige clubs.

### Sporting West
In 2003 werd de naam Sporting West Ingelmunster-Harelbeke (afgekort S.W.I. Harelbeke of Sporting West), de ploeg werd 16de en moest een eindrondespelen met enkele derdeklassers. Daarin verloor men van KV Kortrijk, en degradeerde men zo naar Derde Klasse. Voor sommige supporters was bovendien deze stap naar Harelbeke te groot, en in Ingelmunster werd met OMS Ingelmunster een nieuwe club opgericht.
In 2004 en 2005 eindigde SWI Harelbeke in de middenmoot. In april 2006 viel de club slecht nieuws te beurt toen geldschieter Willy Callens zich terugtrok. Bijna de hele kern vertrok en nieuwbakken trainer Nick Bonte stond voor de ondankbare taak om uit een hoop jeugdspelers en inderhaast aangetrokken spelers een competitief geheel te smeden. Het enthousiasme van Harelbeke was bewonderenswaardig, maar de club behaalde slechts 22 punten en eindigde veertiende. SWI Harelbeke werd verwezen naar de barrages. Harelbeke verloor er met 2-4 van Excelsior Veldwezelt en zakte naar Vierde Klasse in 2007. De club bleef slecht presteren en eindigde ook daar als laatste. Harelbeke degradeerde opnieuw en speelde zo in 2008 na 12 jaar nationaal voetbal weer in de provinciale reeksen. De naam van de club werd opnieuw gewijzigd in Sporting West Harelbeke.
In Eerste Provinciale speelde SW Harelbeke een knap seizoen en werd tweede na kampioen BS Poperinge. De ploeg mocht zo de eindronden spelen, die men winnend afsloot na winst tegen Bredene en Varsenare. De ploeg mocht zo deelnemen aan de Interprovinciale Eindronde, voor een ticket naar Vierde Klasse. Harelbeke won thuis met 5-2 van Londerzeel SK en steeg zo in 2009 na een jaar provinciaal terug naar Vierde Klasse. Het verblijf was er echter van korte duur en op het einde van seizoen 2009/10 zakte men opnieuw naar Eerste Provinciale.
In Eerste Provinciale trof men ditmaal OMS Ingelmunster aan, de club die na het vertrek SWI Ingelmunster uit de gemeente was opgericht en ondertussen was opgeklommen tot op het hoogste provinciale niveau. OMS Ingelmunster stond de laatste maanden van de competitie lang aan de leiding, maar SW Harelbeke naderde tot op een punt voor de slotspeeldag. Ingelmunster verloor zijn laatste wedstrijd tegen Zwevegem Sport, Harelbeke won en sprong zo in extremis nog over Ingelmunster om de titel te behalen. Na een jaar in Eerste Provinciale promoveerde de club zo in 2011 weer naar Vierde Klasse.

### Racing Club Harelbeke
In 2016 wijzigde de club haar naam in Racing Club Harelbeke, en nam zo nog meer de identiteit over van het anderhalf decennium eerder verdwenen KRC Harelbeke. 

## Resultaten
| Seizoen                                  | Klasse | Klasse | Klasse | Klasse | Klasse | Klasse | Reeks                                                    | Punten                                                   | Opmerkingen                                               |
|                                          | I      | I      | II     | III    | IV     | P.I    |                                                          |                                                          |                                                           |
| ---------------------------------------- | ------ | ------ | ------ | ------ | ------ | ------ | -------------------------------------------------------- | -------------------------------------------------------- | --------------------------------------------------------- |
| Als Sporting West Ingelmunster-Harelbeke |        |        |        |        |        |        |                                                          |                                                          |                                                           |
| 2003/04                                  |        |        | 16     |        |        |        | Tweede klasse                                            | 31                                                       | Verlies in eindronde voor behoud van KV Kortrijk          |
| 2004/05                                  |        |        |        | 10     |        |        | Derde klasse A                                           | 42                                                       |                                                           |
| 2005/06                                  |        |        |        | 5      |        |        | Derde klasse A                                           | 48                                                       |                                                           |
| 2006/07                                  |        |        |        | 14     |        |        | Derde klasse A                                           | 22                                                       | Verlies in eindronde voor behoud van Excelsior Veldwezelt |
| 2007/08                                  |        |        |        |        | 16     |        | Vierde klasse A                                          | 23                                                       |                                                           |
| Als Sporting West Harelbeke              |        |        |        |        |        |        |                                                          |                                                          |                                                           |
| 2008/09                                  |        |        |        |        |        | 2      | Eerste prov. W-Vl                                        | 51                                                       | Winst in eindronde voor promotie                          |
| 2009/10                                  |        |        |        |        | 15     |        | Vierde klasse A                                          | 22                                                       |                                                           |
| 2010/11                                  |        |        |        |        |        | 1      | Eerste prov. W-Vl                                        | 61                                                       |                                                           |
| 2011/12                                  |        |        |        |        | 6      |        | Vierde klasse A                                          | 50                                                       |                                                           |
| 2012/13                                  |        |        |        |        | 12     |        | Vierde klasse A                                          | 40                                                       |                                                           |
| 2013/14                                  |        |        |        |        | 7      |        | Vierde klasse A                                          | 49                                                       |                                                           |
| 2014/15                                  |        |        |        |        | 3      |        | Vierde klasse A                                          | 58                                                       | Verlies in eindronde voor promotie tegen RRC Hamoir       |
| 2015/16                                  |        |        |        |        | 2      |        | Vierde klasse A                                          | 58                                                       |                                                           |
|                                          | 1A     | 1B     | 1Am    | 2Am    | 3Am    | P.I    | Vanaf 2016-17 zijn er 3 nationale en 2 regionale niveaus | Vanaf 2016-17 zijn er 3 nationale en 2 regionale niveaus | Vanaf 2016-17 zijn er 3 nationale en 2 regionale niveaus  |
| Als Racing Club Harelbeke                |        |        |        |        |        |        |                                                          |                                                          |                                                           |
| 2016/17                                  |        |        |        | 12     |        |        | Tweede klasse Am.                                        | 34                                                       |                                                           |
| 2017/18                                  |        |        |        | 8      |        |        | Tweede klasse Am.                                        | 43                                                       |                                                           |
| 2018/19                                  |        |        |        | 12     |        |        | Tweede klasse Am.                                        | 35                                                       |                                                           |
| 2019/20                                  |        |        |        | 9      |        |        | Tweede klasse Am.                                        | 34                                                       | Vroegtijdig stopgezet wegens de coronacrisis              |
| 2020/21                                  |        |        |        | 5      |        |        | Tweede afdeling A                                        | 6                                                        | Vroegtijdig stopgezet wegens de coronacrisis              |
| 2021/22                                  |        |        |        | 10     |        |        | Tweede afdeling A                                        | 40                                                       |                                                           |
| 2022/23                                  |        |        |        | 14     |        |        | Tweede afdeling A                                        | 41                                                       |                                                           |
| 2023/24                                  |        |        |        | 15     |        |        | Tweede afdeling A                                        | 39                                                       |                                                           |
| 2024/25                                  |        |        |        | 4      |        |        | Tweede afdeling A                                        | 54                                                       |                                                           |
| 2025/26                                  |        |        |        |        |        |        | Tweede afdeling A                                        |                                                          |                                                           |

## Trivia
In het seizoen 2006/07 kwam de club in het nieuws doordat een plaatselijk cafébaas, Michaël Miete Callewier (1970) mocht meedoen in het eerste elftal. Callewier is uitbater van het café 'The Comix', dat gevestigd is in Harelbeke, en groot fan van SWI Harelbeke. Op 22 april 2006 en met een leeftijd van 36 jaar mocht hij meespelen met zijn favoriete club in het competitieduel tegen Verbroedering Geel. Hij had een weddenschap gewonnen tegen het clubbestuur. Callewier verkocht honderd abonnementen, en mocht als tegenprestatie in het eerste elftal spelen. Deze ludieke actie was het gevolg van financiële problemen bij Harelbeke. Het verloor de wedstrijd met 0-6, en zou een paar weken later degraderen. Callewier speelde een halve wedstrijd, en kon als spits weinig doen. Het zou voor hem bij dit eenmalig optreden blijven.